# Hermann Bley

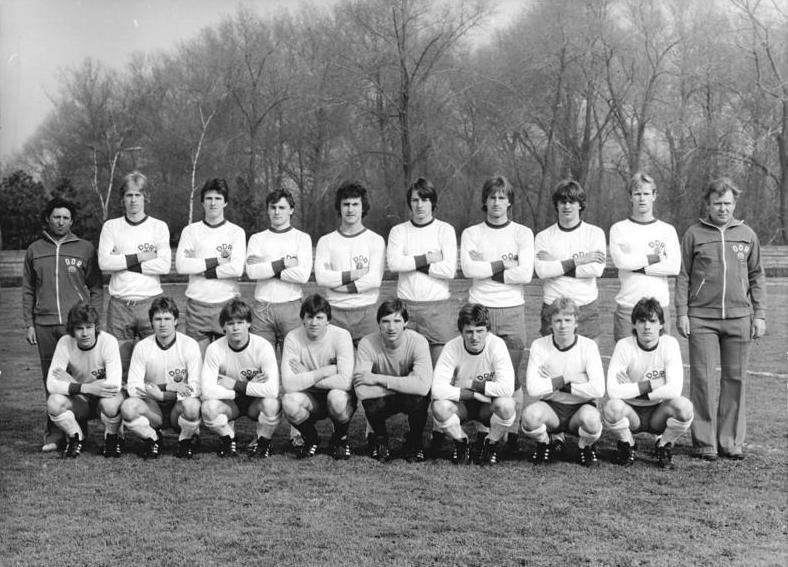
Hermann Bley (hintere reihe, erste von links) mit der DDR U-21-Fußballnationalmannschaft (1980)

Hermann Bley (* 6. Mai 1936 in Calbe/Saale; † 28. Mai 2012 in Berlin) war Fußballspieler bei den DDR-Oberligaklubs ASK Vorwärts Berlin und SC Dynamo Berlin.

## Sportliche Laufbahn
Als Nachwuchsfußballspieler war Bley bei der heimatlichen BSG Stahl Calbe aktiv. Seine ersten Fußballspiele in der DDR-Oberliga absolvierte Bley beim Berliner Armeesportklub Vorwärts in der Saison 1956. Auch ein Jahr später gehörte er zum Kader des ASK, in beiden Jahren wurde er sowohl in der Oberliga- als auch in der Reservemannschaft eingesetzt. Für das Oberligateam trat er in beiden Jahren insgesamt in 13 Punktspielen an, erzielte ein Meisterschaftstor. Mit der Reservemannschaft des ASK gewann er 1957 die DDR-Meisterschaft der Reservemannschaften.
Zu Beginn der Spielzeit 1958 wechselte Bley zum Lokalrivalen Dynamo Berlin. Als Stürmer eingesetzt, fiel er von Anfang an durch gute Leistungen auf, sodass er im Mai und September des Jahres zu zwei Spielen mit der B-Nationalmannschaft berufen wurde. Im Laufe seiner Karriere kam er zu insgesamt sechs Einsätzen in der B-Auswahl. Am Ende der Saison 1958 hatte Bley 12 Meisterschaftstore für Dynamo erzielt und kam damit auf Platz 2 der Oberliga-Torschützenliste. 1959 war Bley zwar nicht mehr so torgefährlich, konnte aber seinen ersten richtigen Titel gewinnen. Am 13. Dezember 1959 stand er mit Dynamo im Endspiel um den DDR-Fußballpokal, das die Berliner gegen den SC Wismut Karl-Marx-Stadt mit 3:2 gewannen. Bley war als halbrechter Stürmer dabei.
Zu einem weiteren Höhepunkt in Bleys Karriere kam es 1961, als er zu seinem einzigen A-Länderspiel berufen wurde. In der Begegnung DDR – Marokko am 21. Juni 1961 in Erfurt (1:2) spielte er neben Waldemar Mühlbächer als rechter Mittelfeldakteur zusammen mit den beiden anderen Neulingen Lothar Haack und Günter Hoge. Während diese beiden später auswechselt wurden, durfte Bley bis zum Ende durchspielen, zu weiteren A-Länderspielen kam es jedoch nicht.
Am 10. Juni 1962 stand Bley erneut in einem DDR-Pokalendspiel. Diesmal hieß der Gegner SC Chemie Halle, der mit seinem 3:1-Sieg verhinderte, dass Bley, der diesmal Rechtsaußen spielte, zu einem weiteren Titelgewinn kam. Das Jahr 1962 war das letzte für Dynamo mit guten Platzierungen. In den Folgejahren verabschiedete sich die Mannschaft aus dem Spitzenfeld der Oberliga und erreichte 1967 mit dem Abstieg einen Tiefpunkt ihrer Geschichte. Es war zugleich die letzte Oberligasaison für Hermann Bley. Inzwischen 31 Jahre alt, spielte er bis 1968 noch in der Dynamo-Reservemannschaft. Insgesamt hatte Bley für Dynamo 205 Oberligapunktspiele bestritten und dabei 47 Tore erzielt.
Nach dem Ende seiner aktiven Laufbahn wurde Bley Trainer und widmete sich dem Nachwuchs des inzwischen zum BFC Dynamo umstrukturierten Klub. Dort hatte er unter anderen Falko Götz unter seinen Fittichen, der sich später lobend über seinen ehemaligen Ausbilder äußerte. Nach 1990 war Bley kurzfristig Trainer beim BSV Spindlersfeld und dem TSV Rudow. Im Jahr 2000 wurde Bley zum Nachwuchskoordinator beim BFC Dynamo berufen, und diese Tätigkeit übte er bis zu seinem Ruhestand aus.